# PropTech
PropTech oder Proptech (von englisch Property Technology), auch RE Tech (Real Estate Technology) genannt, bezeichnet die digitale Transformation der Immobilienbranche sowie die einzelnen innovativen Unternehmen (oft Startups) dieses Wirtschaftszweigs.
PropTech-Unternehmen (PropTechs) optimieren oder erfinden immobilienwirtschaftliche Produkte und Dienstleistungen, indem sie neueste Informations- und Kommunikationstechnologien anwenden und Geschäftsprozesse oder Geschäftsmodelle effizienter machen oder einführen. Sie richten sich sowohl an Unternehmen (B2B) als auch an Endverbraucher (B2C).
Der Begriff PropTech ist die Kurzform der englischen Wortkombination Property Technology und lässt sich in die deutsche Sprache mit Immobilientechnologie übersetzen. Im angelsächsischen Raum wird meist alternativ der Kurzbegriff ReTech, kurz für Real Estate Technology, gebraucht. Ähnliche Begrifflichkeiten im Rahmen der zunehmenden Digitalisierung und Innovationsprozessen finden sich in der Finanzbranche (FinTech), der Rechtsbranche (LegalTech) oder der Medizinbranche (MedTech).
Mit dem Begriff PropTech wird seit Mitte der 2010er Jahre die digitale Transformation der Immobilienbranche umschrieben. Als PropTechs werden jene Firmen und Unternehmen genannt, die technologiebasierte Lösungsansätze für neue und bestehende Problemstellungen in der Immobilien- und Bauwirtschaft entwickeln und umsetzen. Sie bieten neue Produkte und initiieren Dienstleistungen für Geschäftsprozesse der gesamten Immobilienwirtschaft. Mittels Soft- und/oder Hardware-Lösungen können vorrangig Abläufe und Geschäftsmodelle optimiert und somit (kosten)effizienter gestaltet werden. PropTech-Firmen und ihre Dienstleistungen und Produkte decken den kompletten Lebenszyklus von der Finanzierung und Realisierung von Immobilienprojekten bis zum späteren Betrieb des umbauten Raums und zur Verwertung durch Vermietung oder Weiterverkauf ab. Dabei werden die traditionellen Abgrenzungen zwischen Planungs-, Finanzierungsträgern, Immobilienverwaltern und Maklern infrage gestellt.
Digitale Lösungen bei der Entwicklung, der Planung und dem Bau von Gebäuden werden unter dem zusätzlichen Begriff ConTech zusammengefasst, der für Construction Technology die Kurzform darstellt.
Die digitalisierten Prozesse in der Immobilienbranche umfassen die Bereiche Bewirtschaftung, Nutzung, Verkauf, Vermarktung und Vermietung. PropTech-Lösungen bzw. -Produkte können sowohl an Unternehmen (B2B – Business-to-Business) als auch an Endverbraucher (B2C – Business-to-Consumer) gerichtet sein. In den vergangenen Jahren wurden mehr und mehr PropTech-Firmen gegründet – sei es als Ausgründung eines Geschäftszweiges von etablierten Unternehmen oder meist in Form von jungen Firmenneugründungen. Dies führte dazu, dass sich auch vermehrt Venture Capital für diese Art von Geschäftsideen interessiert. Sie partizipieren am Aufbau (und letztlich auch am Erfolg oder Misserfolg) von PropTechs durch den Einstieg mittels Finanzierungsrunden und den Erhalt von Firmenanteilen im Gegenzug.